# 카우프먼 다항식
매듭 이론에서 카우프먼 다항식(Kauffman多項式, 영어: Kauffman polynomial)은 연환에 대하여 정의되는 다항식 불변량이다.

## 정의

### 매듭 그림의 뒤틀림
유향 연환 그림 {\displaystyle D}가 주어졌다고 하자. 그렇다면, 그림의 각 교차점을 다음과 같이 두 가지로 분류할 수 있다.
| ⤱           | ⤲           |
| 양의 교차점 | 음의 교차점 |
유향 연환 그림의 방향을 바꾸면, 양의 교차점은 그대로 양의 교차점으로 남으며, 음의 교차점도 마찬가지다. 따라서, (무향) 연환 그림의 양의 교차점의 수와 음의 교차점의 수롤 정의할 수 있다.

연환 그림의 양의 교차점의 수 − 음의 교차점의 수를 연환 그림의 뒤틀림(영어: writhe 리드[*])라고 하며,
{\displaystyle \operatorname {wr} (D)\in \mathbb {Z} }
로 표기한다.

### 카우프먼 다항식
(무향) 연환 그림 {\displaystyle D}가 주어졌다고 하자. 그렇다면, 다음과 같은 세 조건으로 주어지는 다항식을 생각하자.
- (A) 자명한 매듭 그림 {\displaystyle \bigcirc }의 경우, {\displaystyle L_{\bigcirc }(a,z)=1}
- (B) 타래 관계(영어: skein relation)

| ⤫                     | ⤬                     | ≍                     | 𐠷                           |
| {\displaystyle D_{+}} | {\displaystyle D_{-}} | {\displaystyle D_{0}} | {\displaystyle D_{\infty }} |
{\displaystyle L_{D_{+}}(a,z)-L_{D_{-}}(a,z)=z(L_{D_{0}}(a,z)-L_{D_{\infty }}(a,z))}
- (C)  Ⅰ종 라이데마이스터 변형

{\displaystyle D_{+}\leftrightarrow D_{0}\leftrightarrow D_{-}}
{\displaystyle a^{\pm 1}L_{D_{0}}(a,z)=L_{D_{\pm }}(a,z)}

이는 연환 그림 {\displaystyle D}에 대하여 로랑 다항식
{\displaystyle L_{D}(a,z)\in \mathbb {Z} [z,z^{-1}]}
를 정의한다. 이는 Ⅱ종 및 Ⅲ종 라이데마이스터 변형에 대하여 불변이지만, Ⅰ종 라이데마이스터 변형에 대하여 불변이지 않다.
이제, 연환 {\displaystyle L}의 임의의 그림 {\displaystyle D}를 골랐을 때, {\displaystyle L}의 카우프먼 다항식은 다음과 같다.
{\displaystyle F_{L}(a,z)=a^{-\operatorname {wr} (D)}L_{D}(a,z)}
이는 연환의 불변량임을 보일 수 있다.
(일부 문헌에서는 위와 약간 다른 타래 관계를 사용하나, 이들은 다 서로 동치이다.)

## 성질
홈플리 다항식이 특수 유니터리 군 천-사이먼스 이론에 대응되는 것처럼, 카우프먼 다항식은 특수 직교군 및 심플렉틱 군 천-사이먼스 이론에 대응된다.
준위 {\displaystyle k\in \mathbb {Z} }의  {\displaystyle \operatorname {SO} (N)} 천-사이먼스 이론을 생각하자. 이제,
{\displaystyle z=\exp(-\pi \mathrm {i} /2k)}
{\displaystyle a=z^{N-1}}
를 정의하자. 그렇다면, 윌슨 고리 {\displaystyle L} 연산자의 기댓값은 (복소수 위상을 무시하면) 카우프만 다항식과 같다.
{\displaystyle \langle W(L)\rangle =\exp(\mathrm {i} \theta )\cdot F_{L}(a,z)}
{\displaystyle \operatorname {USp} (2N)} 천-사이먼스 이론의 경우도 마찬가지로 카우프먼 다항식을 정의한다.

## 역사

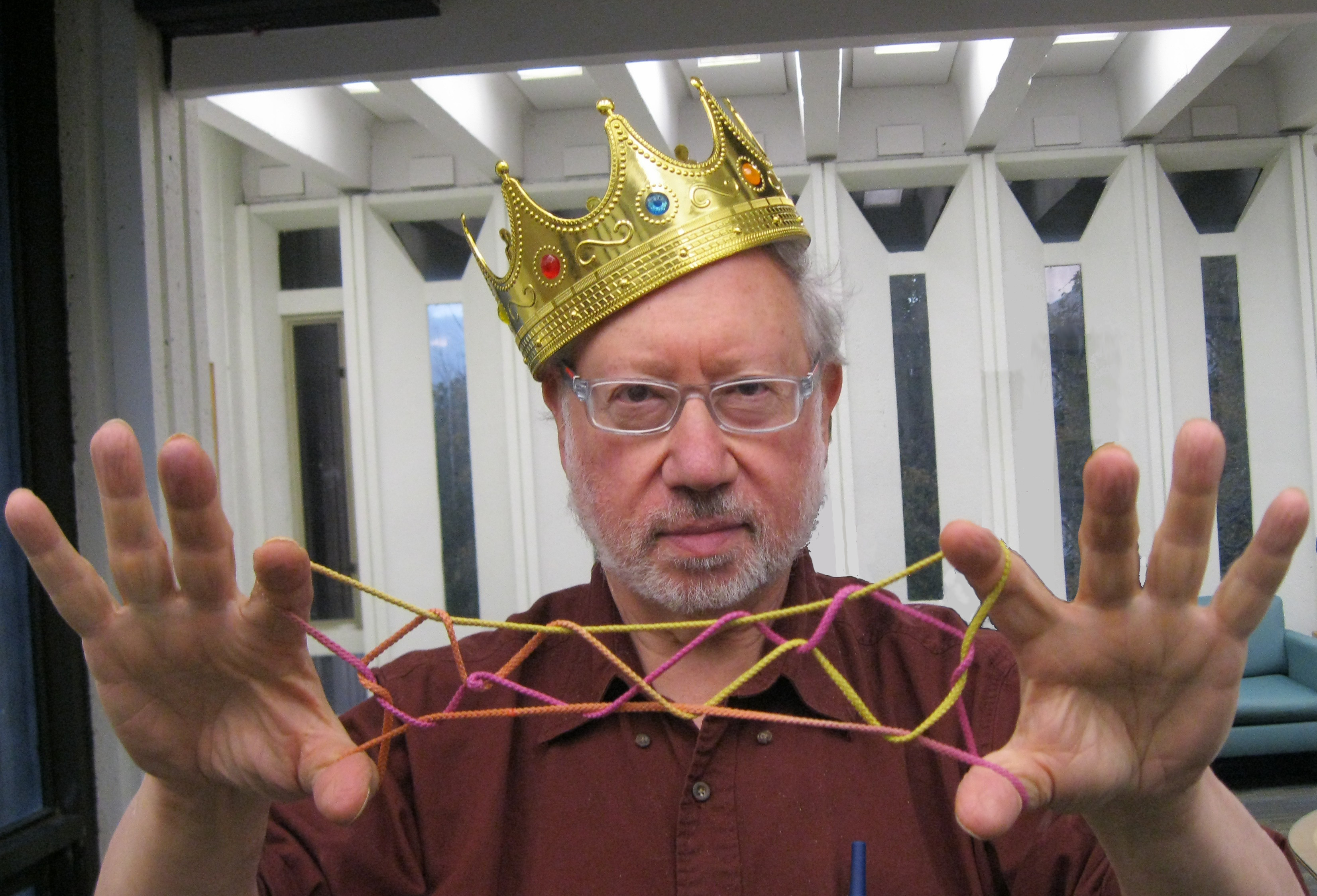
카우프먼 (2014년 10월 31일 사진)

루이스 허시 카우프먼(영어: Louis Hirsch Kauffman, 1945~)이 1990년에 도입하였다.